# Als die Römer frech geworden

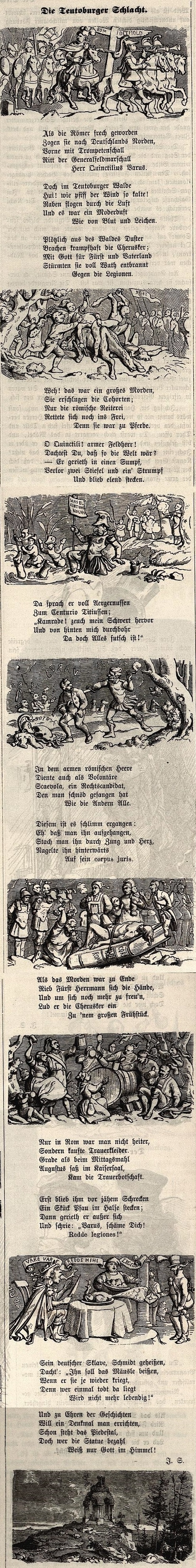
Die Teutoburger Schlacht, Erstdruck 1849 mit Illustrationen von Ernst Fröhlich

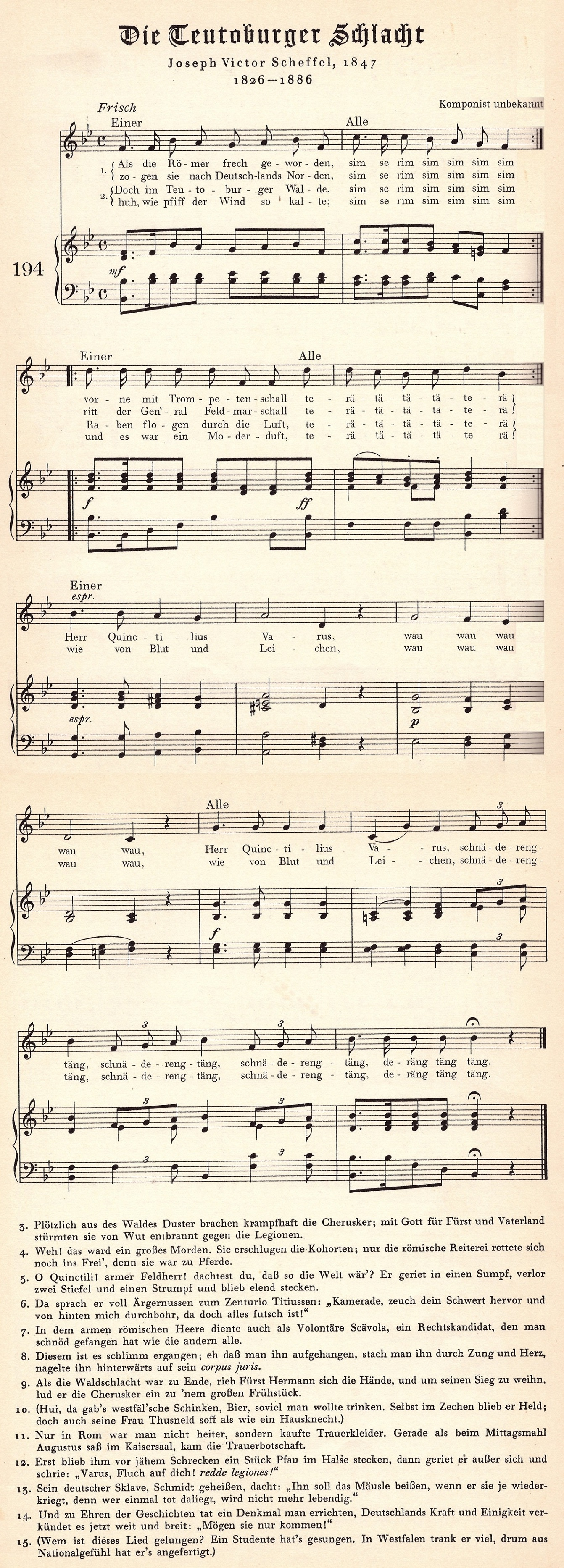
Text- und Melodiefassung bei Max Friedlaender (um 1920)

Als die Römer frech geworden ist ein deutsches Studenten- und Volkslied. Den Text, eine humoristische Erzählung der Varusschlacht, veröffentlichte Joseph Victor Scheffel 1849 unter dem Titel Die Teutoburger Schlacht. Die heute bekannte Melodie geht über verschiedene Bearbeitungsstufen auf einen Marsch von Josef Gungl aus dem Jahr 1841 zurück.

## Textgeschichte
Die Schlacht im Jahr 9, bei der der römische Feldherr Publius Quinctilius Varus mit drei Legionen, insgesamt bis zu 20.000 Soldaten, von einem germanischen Heer unter Führung des Cheruskerfürsten Arminius („Hermann“) vernichtend geschlagen wurde, war ein beliebtes Erzählmotiv des entstehenden deutschen Nationalbewusstseins. Friedrich Gottlieb Klopstock hatte das Geschehen schon 1769 für das Theater bearbeitet, Heinrich von Kleist im Jahr 1808 (Die Hermannsschlacht). Nach den Befreiungskriegen in den Jahren 1813 bis 1815 gegen Napoleon stieg Hermann zum Volkshelden auf, der als Erster die welsche Fremdherrschaft abgewehrt hatte.
Gleichzeitig regte sich Spott über eine die Geschichte missbrauchende Deutschtümelei im Zeitalter monarchischer Restauration und Reaktion. In diesem Sinn behandelte Heinrich Heine die Schlacht 1844 in Deutschland. Ein Wintermärchen. Vom Hermannsdenkmal bei Detmold, das 1838 als Nationalmonument begonnen worden war, wurde bis zum Herbst 1846 nur das Postament fertiggestellt, danach stockte der Bau.
Joseph Victor Scheffel (1826–1886) war ab 1843 Jurastudent in München, Berlin und Heidelberg, ab 1847 Rechtskandidat in seiner Heimatstadt Karlsruhe. Schon als Student hatte er Verse an die Münchner Fliegenden Blätter eingesandt, die 1847 gedruckt wurden. Sein Poem Als die Römer frech geworden schickte er am 31. Oktober 1848 ab; es dürfte im selben Jahr entstanden sein. Gedruckt erschien es 1849 in den Fliegenden Blättern Nr. 229 mit acht Illustrationen von Ernst Fröhlich.
Der 22-jährige Scheffel legte in sein Gedicht weder nationales Pathos noch Kritik am Nationalismus; es war ein Studentenulk, ein „verbummeltes Lied“ und „abnormes Epos“, wie er es in seinem Begleitschreiben an die Redaktion der Fliegenden Blätter nannte. Als Vorbild diente ihm das Lied Die Hussiten zogen vor Naumburg, das Karl Seyferth 1832 im gleichen Geist verfasst hatte. Scheffel übernahm Versmaß und Melodie.
Das Römer-Lied karikiert in den Strophen 1 bis 12 die Varusschlacht mit witzigen Reimen und gewollten Anachronismen und kontrastiert die blutige Dramatik des Geschehens mit Ausdrücken aus der Umgangssprache: Die frech gewordenen Römer marschieren eroberungsdurstig ins modrige Norddeutschland und werden aus des Waldes Duster unter der Losung „Mit Gott für Fürst und Vaterland“ von den Cheruskern überfallen. Während des großen Mordens gerät Varus in einen Sumpf und lässt sich von hinten durchbohren, „da doch alles futsch ist“. Das folgende zweistrophige Intermezzo vom grausamen Ende des Rechtskandidaten Scaevola, der auf sein corpus juris genagelt wird, ist offensichtlich eine Selbstverspottung Scheffels. Während Hermann seine Cherusker zum großen Frühstück lädt, ruft in Rom Kaiser Augustus, der gerade einen Pfau verzehrt, als die Nachricht eintrifft, sein sprichwörtliches „Redde legiones!“ – was sein deutscher Sklave Schmidt klammheimlich belächelt.
Die 13. Strophe lautete 1849:
„Und zu Ehren der Geschichten

Will ein Denkmal man errichten,

Schon steht das Piedestal,

Doch wer die Statue bezahl

Weiß nur Gott im Himmel!“
Das Lied wurde, ausgehend von Studentenkreisen, rasch populär. Früh tauchten zwei zusätzliche Strophen auf, für die die Verfasserschaft Scheffels möglich, aber nicht gesichert ist, eine zum Cheruskerfrühstück und eine als Abschluss, beide betont bierselig:
„Hui, da gab’s westfäl’schen Schinken,

Bier soviel man wollte trinken,

Auch im Trinken blieb er Held,

Doch auch seine Frau Thusneld

Soff als wie ein Hausknecht.“

„Wem ist dieses Lied gelungen?

Ein Studente hat’s gesungen.

In Westfalen trank er viel,

Drum aus Nationalgefühl

Hat er’s angefertigt.“
In den 1860er Jahren wurde das Drängen nach einem deutschen Nationalstaat wieder stärker, die Hoffnungen richteten sich jetzt mehr und mehr auf das Königreich Preußen und seine militärischen Siege. 1869 besuchte König Wilhelm das unfertige Hermannsdenkmal. Dadurch und durch den Sieg über Frankreich und die Reichsgründung 1871 erhielt das Denkmalsprojekt starken Auftrieb. Am 16. August 1875 wurde es im Geist des neuen Kaiserreichs als antifranzösisches und antirömisches Monument eingeweiht.
Scheffels Studentenulk avancierte in derselben Zeit zum nationalen Festgesang. Die Schlussstrophe wurde durch einen aktualisierten Text ersetzt, dessen Verfasser unbekannt ist, der aber von Scheffel autorisiert wurde:
„Und zu Ehren der Geschichten

tat ein Denkmal man errichten;

Deutschlands Kraft und Einigkeit

Verkündet es jetzt weit und breit:

‚Mögen sie nur kommen!’“
Anlässlich der Einweihungsfeier wurden Bilderbögen mit dem Lied in großer Auflage gedruckt. Scheffel, der 1876 geadelt wurde, hatte dafür weitere Textänderungen im Sinn ernster Festlichkeit vorgeschlagen, diese blieben jedoch aus drucktechnischen Gründen unberücksichtigt. So ging das Lied kaum verändert in viele Liederbücher des frühen 20. Jahrhunderts ein.

## Melodien
Die Melodie von Karl Seyferths Die Hussiten zogen vor Naumburg blieb jahrzehntelang mit Scheffels Teutoburger-Schlacht-Lied verbunden. Noch in der Festschrift zur Neunzehnhundertjahrfeier der Schlacht im Teutoburger Walde 1909 ist diese Singweise als Alternativmelodie angegeben.
Als 1875 die Enthüllungsfeier des Hermannsdenkmals anstand, komponierte der Dortmunder Musikalienhändler und Gelegenheitskomponist Ludwig Teichgräber (1840–1904) zu Scheffels Liedtext einen Satz für Solo, Chor und Klavier. Dabei verwendete er eine Melodie, die er aus dem Lied Wer war wohl je so frech wie der Bürgermeister Tschech entwickelt hatte, einem Gassenhauer, der das Attentat Heinrich Ludwig Tschechs auf Friedrich Wilhelm IV. im Jahr 1844 zum Thema hatte und dessen Melodie auf Josef Gungls Marsch Kriegers-Lust zurückging. In Teichgräbers Version erscheint erstmals das „simserim-sim-sim, täterä-tä-tä, wau-wau-wau, schnädderädäng“, das den humoristischen Aspekt verstärkt im Sinn der Verspottung der welschen Invasoren. Auch diese Melodie erfuhr später noch leichte Abwandlungen.